# هانس بيتر ريختر
هانس بيتر ريختر (بالألمانية: Hans Peter Richter)‏ (28 أبريل 1925، كولونيا في ألمانيا - 1993، ماينتس في ألمانيا)؛ كاتب، كاتب للأطفال، أستاذ جامعي وروائي ألماني.